# Claudio (nombre)
Claudio es un nombre propio masculino de origen latino en su variante en español. Etimología: del latín "claudius", nombre propio de ilustres familias romanas; de "claudēre", cerrar.
Erróneamente, se ha asociado el nombre al significado de “cojo” o “persona que cojea”, debido a que el emperador Claudio (41-54 d. C.) poseía esta característica. Sin embargo, la familia Claudia, la Gens Claudia, llevaba entonces ya cinco siglos portando tal nombre, sin asociación con la cojera de ningún tipo, datándose su origen en el año 495 a. C. con el sabino Atta Clauso Regillense (Apio Claudio Sabino) que se estableció en Roma con sus familiares y clientes en los inicios de la República, poco después de la expulsión de los reyes etruscos.

## Santoral
15 de febrero: San Claudio de la Colombiére, jesuita y misionero (1682).
30 de Octubre: San Claudio de León, Legionario , mártir (303)

## Variantes
- Femenino: Claudia.

### Variantes en otros idiomas
| Variantes en otras lenguas | Variantes en otras lenguas  |
| -------------------------- | --------------------------- |
| Español                    | Claudio                     |
| Albanés                    | Klaudi                      |
| Alemán                     | Claudius                    |
| Armenio                    | Կլավդիոս (Klawdios)         |
| Azerí                      | Klavdi                      |
| Búlgaro                    | Клавдий (Klavdij)           |
| Catalán                    | Claudi                      |
| Checo                      | Claudius                    |
| Croata                     | Klaudije                    |
| Danés                      | Claudius                    |
| Eslovaco                   | Claudius                    |
| Esloveno                   | Klavdij                     |
| Esperanto                  | Klaŭdio                     |
| Euskera                    | Kauldi                      |
| Finlandés                  | Claudius                    |
| Francés                    | Claude                      |
| Gallego                    | Clodio                      |
| Georgiano                  | კლავდიუსი (Klavdiusi)       |
| Griego                     | Κλαύδιος (Klávdios)         |
| Húngaro                    | Klaudiusz                   |
| Inglés                     | Clyde, Claudius, Claude,    |
| Islandés                   | Claudíus                    |
| Italiano                   | Claudio, Claudia (femenino) |
| Latín                      | Claudius                    |
| Letón                      | Klaudijs                    |
| Lituano                    | Klaudijus                   |
| Neerlandés                 | Claudius                    |
| Noruego                    | Claudius                    |
| Polaco                     | Klaudiusz                   |
| Portugués                  | Cláudio                     |
| Rumano                     | Claudiu                     |
| Ruso                       | Клавдий (Klavdiy)           |
| Sardo                      | Clàudiu                     |
| Serbio                     | Клаудије (Klavdije)         |
| Sueco                      | Claudius                    |
| Ucraniano                  | Клавдій (Klavdij)           |